# Mohamed Simakan
Mohamed Simakan (* 3. Mai 2000 in Marseille) ist ein französischer Fußballspieler guineischer Abstammung, der seit 2024 beim Al-Nassr FC in Saudi-Arabien unter Vertrag steht. 

## Karriere

### Verein
Mit dem Fußballsport begann Simakan bei Vivaux-Marronniers Sports in seiner Heimatstadt Marseille, bevor er zum FC Rouguièr wechselte. Dort erzielte er als Stürmer in einer Spielzeit 130 Tore. Im Jahr 2010 landete er in der renommierten Nachwuchsabteilung Olympique Marseilles. Mit 15 Jahren verließ er die Akademie und schloss sich dem Amateurverein SC Air Bel an. Dort überzeugte er in der Rolle als Innenverteidiger und wurde Kapitän der U17-Mannschaft. Im Februar 2017 beeindruckte er die Verantwortlichen von Racing Straßburg bei einem Probetraining und wechselte in die U19-Mannschaft der Elsässer. Dort stieg er rasch in die Reserve auf und unterzeichnete im Mai 2018 seinen ersten professionellen Vertrag. Ein Vordringen in die erste Mannschaft wurde im Sommer 2018 von einer Kreuzbandverletzung gestoppt.
Am 25. Juli 2019 debütierte er beim 3:1-Heimsieg gegen den israelischen Verein Maccabi Haifa in der 2. Qualifikationsrunde zur UEFA Europa League 2019/20 für die erste Mannschaft. Er kam auch in der weiteren Qualifikation häufig zum Einsatz und eroberte auch im Ligabetrieb einen Stammplatz, wenn er auch zwischen den Positionen des rechten Außenverteidigers und Innenverteidigers wechselte. In dieser Saison 2019/20 absolvierte er 19 Ligaspiele.
Zur Saison 2021/22 wechselte Simakan in die Bundesliga zu RB Leipzig, wo er einen Fünfjahresvertrag unterschrieb. Am 26. Spieltag erzielte er beim 6:1-Sieg gegen Greuther Fürth sein erstes Pflichtspieltor für Leipzig.
Im September 2024 wechselte er nach Saudi-Arabien zum Al-Nassr FC.

### Nationalmannschaft
Im Herbst 2019 bestritt Simakan zwei Spiele für die französische U20-Nationalmannschaft. Bereits in seinem Debütspiel gegen Slowenien konnte er ein Tor erzielen. Ab November 2022 war er für die U21-Nationalmannschaft aktiv und nahm mit ihr 2023 an der U21-Europameisterschaft teil. Bis zum Ausscheiden im Viertelfinale gegen die Ukraine kam er dort in allen vier Turnierspielen zum Einsatz.

## Erfolge
- DFB-Pokal-Sieger: 2022, 2023
- DFL-Supercup-Sieger: 2023

## Privates
Simakan ist guineischer Abstammung. Er ist gläubiger Muslim und verzichtet während des Ramadan, trotz seiner Tätigkeit als Leistungssportler, nicht auf das Fasten.